# Fausto Giaccone
Fausto Giaccone (San Vincenzo, 16 giugno 1943) è un fotografo e fotoreporter italiano.

## Biografia
Dopo un'infanzia trascorsa a Palermo, nel 1965 si trasferisce a Roma dove, durante il Sessantotto, si laurea in Architettura alla Facoltà di Valle Giulia. 
Con l'inizio del movimento contro la guerra americana in Vietnam decide di trasformare la sua passione per la fotografia in una scelta professionale e di vita. 
Si ispira alla concerned photography (fotografia che documenta problemi sociali) dei reporter dell'Agenzia Magnum e al lavoro dei fotografi che vedeva pubblicati sul settimanale Il Mondo: Enzo Sellerio, Franco Pinna, Antonio Sansone, Nicola Sansone, Calogero Cascio, Caio Garrubba e Mario Dondero. 
I suoi primi servizi pubblicati su Paese Sera, Rinascita, Mondo Nuovo, l'Astrolabio e Vie nuove, riguardano il terremoto nel Belice, il Sessantotto dei movimenti studenteschi romani, le rivolte nei comuni barbaricini in Sardegna. 
Nello stesso periodo realizza in Medio Oriente il primo servizio fotogiornalistico della storia sui fedayyin palestinesi insieme al giornalista Italo Toni. Lo scoop verrà pubblicato da Paris Match. 
Nel 1970 entra in contatto con i fotografi indipendenti Uliano Lucas e Massimo Vitali e per alcune agenzie milanesi realizza reportage sulla Gran Bretagna del post '68, sul Festival dell'Isola di Wight, sull'Ungheria, con il collega Mario Orfini, e sulle Isole Aran. 
Dal 1972 al 1978 inizia anche a collaborare con il cinema e la televisione, sia come assistente alla fotografia che come assistente operatore nei documentari Le montagne del mondo di Carlo Mauri, e Magia d’Africa di Achille Mauri. 
In questo periodo inizia la collaborazione con la rivista Noi donne, per la quale realizzerà numerose documentazioni sulla condizione femminile nelle diverse regioni italiane. 
Nell'agosto del 1975, in Portogallo, si trova ad essere l’unico testimone di un episodio storico di occupazione delle terre nel Ribatejo in seguito alla riforma agraria varata subito dopo la rivoluzione dei garofani. Il reportage viene pubblicato da Lotta Continua il 26 settembre 1975. Questa importante esperienza, approfondita da un secondo viaggio nel 1986 negli stessi luoghi alla ricerca dei protagonisti di quelle storiche giornate, lo porterà a pubblicare nel 1987 il libro Una storia portoghese con l'introduzione di Antonio Tabucchi, e ad allestire l'omonima mostra che, inaugurata a Palermo nel 1987, verrà poi presentata numerose volte in Portogallo tra il 1988 e il 2006. Le foto e il libro di Giaccone sui fatti del Ribatejo hanno trasformato l’avvenimento in un simbolo della rivoluzione portoghese e ispirato il docufilm Longe de Abril trasmesso dalla tv pubblica Rádio e Televisão de Portugal il 25 aprile 2011. 
Negli anni '80 Giaccone si trasferisce a Milano e inizia a pubblicare su Panorama, Epoca, Gente Viaggi, Week End Viaggi e Atlante. 
Negli anni '90 entra a far parte dell’agenzia Anzenberger di Vienna. Realizza svariati servizi di ispirazione letteraria e antropologico-culturale (le colonie dei Mennoniti in Paraguay, le Missioni gesuitiche in America Latina, le culture del Rio delle Amazzoni da Belém a Iquitos). 
Alla fine degli anni Novanta, collaborando soprattutto col mensile Bell'Europa, segue il fiorire delle nuove architetture da Bilbao a Rotterdam, da Valencia a Berlino.
Nel 2012 viene inserito tra gli autori incaricati dal Comune di Cavallino Treporti di raccontare quel territorio lagunare, insieme ad altri importanti nomi della fotografia italiana: Marco Zanta, Franco Fontana, Guido Guidi e Giovanni Chiaramonte. 
Grande conoscitore della Colombia, nel 2013 pubblica il libro Macondo, The World of Gabriel Garcìa Màrquez.

## Attività espositiva

### Mostre personali
- 1977 Una giornata con i braccianti portoghesi che occupano i latifondi. Facoltà di Architettura, Palermo.
- 1982 Sicilia, 1968-1982. Salemi.
- 1982 Viaggio nelle terre dei pastori. Museo della Vita e delle Tradizioni Popolari Sarde, Nuoro.
- 1987 Una storia portoghese. Galleria Randazzo/Focus, Palermo.
- 2006 Uma Historia Portuguesa. Couço.
- 2008 The Battle of Valle Giulia. American Academ, Roma.
- 2008 '68 Altrove. Noceto.
- 2008 In Prima persona. Fotografie dal ‘68 Prato.
- 2010 ‘68 Altrove. Galleria Luigi Ghirri, Caltagirone.
- 2012 Macondo, il mondo di Gabriel García Márquez. Ragusa 2012; Corigliano Calabro, 2013; Galleria Valeria Bella, Milano, 2014; Palazzo Ducale, Genova, 2014; Panaji, Goa, India, 2014; Istituto Cervantes, New Delhi, Goa, India, 2015; Goodwyn Gallery at Memphis Central Library, Memphis, 2017.
- 2018 '68 Altrove-Sardegna 1968. Galleria Expowall, Milano[17].
- 2018 Una Storia portoghese 1975-2005. Palazzo Ducale, Genova.
- 2019 Sardegna e altri continenti, una retrospettiva sui primi dieci anni della sua attività (1966-1977). Palau[18][19].

### Mostre collettive
- 1980 A sud del Sahara: fotografi italiani in Africa. Milano.
- 1985 Ritratti sconosciuti. Fausto Giaccone e Paola Agosti, Galleria Underwood, Roma.
- 1986 Fotografi siciliani. Galleria Randazzo/Focus, Palermo.
- 1988 Volto d’Autore. Salone del Libro, Torino.
- 2001 Il secolo delle donne. Roma.
- 2005 Momenti di vita in Barbagia: fotografie dai primi del novecento agli anni 70. Casa dei contrafforti, Nuoro.
- 2005 Il Fotogiornalismo in Italia – 1945-2005. XI Biennale Internazionale di Fotografia, Torino.
- 2008 L’immaginazione al futuro. Quelli di Valle Giulia. Facoltà di Architettura e Auditorium Parco della Musica, Roma.
- 2013 I fotografi con il Gruppo 63, per i 50 anni del Gruppo 63 e della rivista Alfabeta. Fondazione Mudima, Milano.
- 2014 Annisettanta e dintorni. A cura di Tatiana Agliani e Renato Corsini, Museo di Santa Giulia, Brescia, in ricordo della strage di piazza della Loggia del 1974.
- 2015 Sguardi Forestieri. I grandi fotografi in Sardegna. Imago Multimedia, Mamoiada.
- 2018 Facing the camera, 50 Years of Italian Portraits, 50 anni di storia italiana attraverso i ritratti di 25 fotografi. Istituto Italiano di Cultura, New York, in collaborazione con lʼ Istituto Italiano di Cultura di Londra.
- 2019 Dall'America.[20][21], galleria Valeria Bella, Milano.
- 2019 Agenzia DFP. Galleria Bel Vedere, Milano.

## Pubblicazioni

### Libri di Fausto Giaccone
- 1987 Una storia portoghese. Galleria Randazzo/Focus, Palermo.
- 1999 Uma Historia Portuguesa. Festival Sete, Sois Sete Luas, Pontedera.
- 2000 Architecture. Portfolio sull’architettura europea a cavallo del nuovo secolo, Anzenberger, Vienna.
- 2008 ‘68 Altrove. Catalogo mostra per il 40º anniversario del '68, Noceto.
- 2013 Macondo, The World of Gabriel García Márquez. Postcart, 2013. ISBN 978-88-86795-91-3.
- 2013 Volti di Cavallino-Treporti. Edifir.
- 2018 Gino De Dominicis, Lo Zodiaco. Roma

### Libri collettivi
- 1972 Cilento. Francesca de Bartolomeis, Fausto Giaccone, Roma.
- 1978 Mafia. Idea Edition, Milano.
- 1978 La contestazione. Idea Edition, Milano.
- 1979 Portugal 1974-75, regard sur une tentative de pouvoir populaire. Hier & Demain, Paris.
- 1980 Fare l’amore non la guerra. Gammalibri, Milano.
- 1981 L’informazione negata. Dedalo libri, Bari.
- 1981 Storia fotografica del  Partito Comunista italiano. Editori Riuniti, Roma.
- 1986 Fotografi siciliani. Randazzo/Focus, Palermo.
- 1988 Volto d’Autore. Primo Salone del Libro, Torino.
- 1992 E la terra sia un colloquio universale. Petruzzi Editore, Città di Castello.
- 1997 Enciclopedia della Sociologia. Jaca Book, Milano.
- 1997 Anzenberger, 22 Photographers. Edition Stemmle AG, Kilchberg/Zurich.
- 2005 Fotogiornalismo in Italia, 1945-2005. Torino.
- 2006 Italia 1945-2005, Le grandi fotografie della nostra storia. Hachette/Contrasto, Milano.
- 2007 Let The Children Play. Milano.
- 2008 '68. Un anno di confine. Rizzoli, Milano.
- 2008 Sguardi Forestieri. I grandi fotografi in Sardegna. Imago Multimedia, Nuoro.
- 2010 La fotografia in Sardegna. Lo sguardo esterno 1960 – 1980. Ilisso Editore, Nuoro.
- 2012 Contatti – Provini d’autore. Postcart, Roma.
- 2013 Europe Transformed 1914-1989: War, Peace, Modernity. Volume 4/1968-1989, The Open University.
- 2018 Facing the camera, 50 Years of Italian Portraits, 50 anni di storia italiana attraverso i ritratti di 25 fotografi. Istituto Italiano di Cultura, New York.